# Nasova
Nasova je jednou z 21 vesnic, které tvoří občinu Apače ve Slovinsku. Ve vesnici v roce 2002 žilo 189 obyvatel.

## Poloha, popis
Rozkládá se v Pomurském regionu na severovýchodě Slovinska. Její rozloha je 3,13 km²[zdroj?].
Vesnice je vzdálena zhruba 5 km od Apače, střediskové obce občiny.
Nasova sousedí s těmito obcemi: Mahovci a Črnci na severu, s Lešane na východě, s obcí Zgorna Ščavnica na jihu a s obcí Janhova na západě.
Na severu je území vesnice ohraničeno potokem Plitvica, přičemž směrem k jihu jsou obdělávané pozemky. Tato část území obce je v nadmořské výšce zhruba 220 – 235 m.
Jižní část území vesnice je v nadmořské výšce zhruba od 250 do 300 m a je zalesněná. Při okrajích lesa jsou rozmístěny jednotlivé usedlosti. Přitom je ve vsi asi 60 domů. Vesnice Nasova se dělí na čtyři části – horní, střední, dolní a část s neobvyklým názvem – Malá Amerika.

## Zajímavosti
- Ve vesnici bylo vždy hodně muzikantů a jejich počet stále roste. Většina hudebníků hraje v Dechovém orchestru Apače, který má více než 120 letou tradicí.